# Frank Rühle
Frank Rühle, född den 5 mars 1944 i Dohna i Tyskland, är en östtysk roddare.
Han tog OS-guld i fyra utan styrman i samband med de olympiska roddtävlingarna 1972 i München.